# Po prostu miłość (film 2008)
Po prostu miłość (ang. Last Chance Harvey) – film melodramatyczny z roku 2008 w reżyserii Joela Hopkinsa.

## Opis fabuły
Harvey Shine, kompozytor dżingli do telewizyjnych reklamówek, jedzie do Londynu na ślub córki, Susan. Tam dowiaduje się, że pannę młodą do ołtarza poprowadzi nie on, ale aktualny partner jego byłej żony, do tego spóźnia się on na samolot i traci pracę. Jego ostatnią szansą jest spotkana przypadkowo Kate Walker, samotna kobieta w średnim wieku, mieszkająca z matką.

## Obsada
- Dustin Hoffman jako Harvey Shine
- Emma Thompson jako Kate Walker
- Eileen Atkins jako Maggie Walker
- Kathy Baker jako Jean
- James Brolin jako Brian
- Liane Balaban jako Susan Shine
- Daniel Lapaine jako Scott Wright
- Richard Schiff jako Marvin
- Robert Jezek jako sąsiad-Polak, który lubi grilować